# Margiza
Margiza là một chi bướm đêm thuộc họ Erebidae.